# Amtsgericht Briesen
Das Amtsgericht Briesen war ein preußisches Amtsgericht mit Sitz in Briesen.

## Geschichte
Das königlich preußische Amtsgericht Briesen wurde mit Wirkung zum 1. Oktober  1879 als eines von neun Amtsgerichten im Bezirk des Landgerichtes Thorn im Bezirk des Oberlandesgerichtes Marienwerder gebildet. Der Sitz des Gerichtes war Briesen. Sein Gerichtsbezirk umfasste aus dem Kreis Kulm den Stadtbezirk Briesen und die Amtsbezirke Bahrendorf, Nyslewitz, Königlich Neudorf, Schönfließ und Stanislawken und Teile der Amtsbezirke Plusnitz, Villisaß sowie die Amtsbezirke Dembowalonka, Hohenkirch und Piwnitz aus dem Kreis Strasburg. Am Gericht bestanden 1880 zwei Richterstellen. Das Amtsgericht war damit ein kleines Amtsgericht im Landgerichtsbezirk. Der Amtsgerichtsbezirk kam aufgrund des Versailler Vertrages 1919 zu Polen, und das Amtsgericht stellte seine Arbeit ein. Im Jahre 1939 wurde Polen deutsch besetzt. Im Rahmen der Neuorganisation der Gerichte in Ostdeutschland und im ehemaligen Polen wurden das Amtsgericht Briesen neu gebildet und erneut dem Landgericht Thorn zugeordnet.
Im Jahre 1945 wurde der Amtsgerichtsbezirk unter polnische Verwaltung gestellt, und die deutschen Einwohner wurden vertrieben. Damit endete auch die Geschichte des Amtsgerichtes Briesen. Unter polnischer Verwaltung entstand das Sąd Rejonowy w Wąbrzeźnie (1950–1975: Sąd Powiatowy w Wąbrzeźnie).